# Hôtel de ville de Nevers
Pour les articles homonymes, voir Hôtel de ville.
L'hôtel de ville, est un édifice situé à Nevers, en France. 

## Localisation
Adresse : 1 place de l'Hôtel de Ville, Nevers

## Historique
Construit à la 1re moitié du XIXe siècle, le bâtiment de la Mairie comprend l'actuelle salle de l'État-Civil, autrefois superbe salle de réception. Le château des Comtes de Nevers prenait place jadis sur le lieu actuel de la Mairie. Pierre de Courtenay le restaura et le fortifia en 1194. Il fut définitivement détruit en 1827 pour y construire l'actuelle Mairie.
Le percement de la rue Sabatier est décidé, en 1802, par le préfet Sabatier qui voulait une communication plus facile entre les autorités groupées sur la butte et la sortie de la ville près du parc. Le Palais ducal est ainsi définitivement séparé des jardins de la Madeleine et des ruines du "Vieux Château". Ces jardins et ces ruines, vestiges probables du château féodal, disparaissent totalement à partir de 1827 avec la construction d'un nouvel édifice destiné à recevoir la bibliothèque municipale. Achevé en 1834, ce bâtiment dû à l'architecte nivernais Paillard ne devait cesser d'être transformé et agrandi pour se présenter tel qu'il est aujourd'hui à la fin du XIXe siècle. Construit sur un soubassement assez massif, il s'élève sur deux niveaux et se trouve couvert d'une toiture assez discrète, dans le goût italianisant. La façade en pierre de taille présente une ordonnance rigoureusement symétrique. Elle est rythmée par des baies rectangulaires, dont les allèges très moulurées reposent sur des consoles à volutes soignées, au premier niveau, et par des baies sommées d'un fronton triangulaire orné d'oves aux deuxième niveau. L'horizontalité de l'édifice et sa rigueur font penser à l'architecture palatiale italienne traitée cependant dans un esprit Louis-Philippe. Le rez-de-chaussée est aménagé une première fois entre 1850 et 1853 afin de recevoir la Mairie qui abandonne le Palais ducal à la Justice. Il est agrandi entre 1860 et 1862 du cabinet du maire à l'ouest et du bureau de la police à l'est, faisant ainsi disparaître le château d'eau élevé en 1830 du côté de la rue Sabatier. Enfin en 1899, l'ensemble de l'édifice est réaménagé par l'architecte Brazeau. (source : "Cheminement piéton de la Ville de Nevers").
La maquette de ce château est exposée au Palais Ducal :

## Architecture

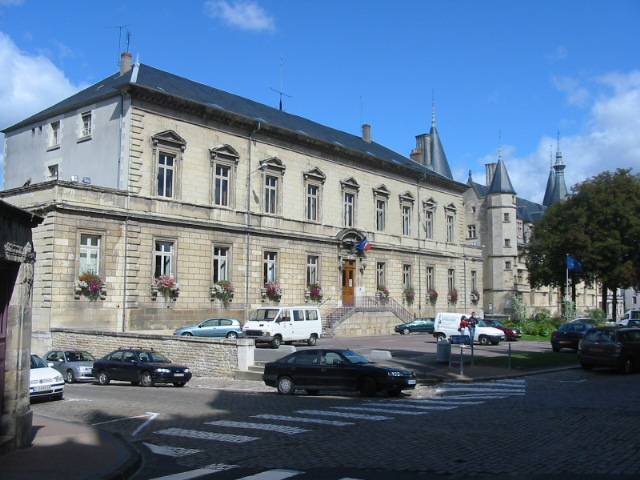
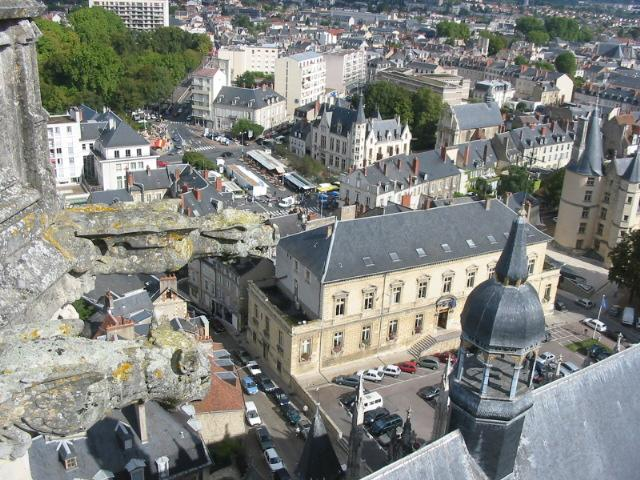
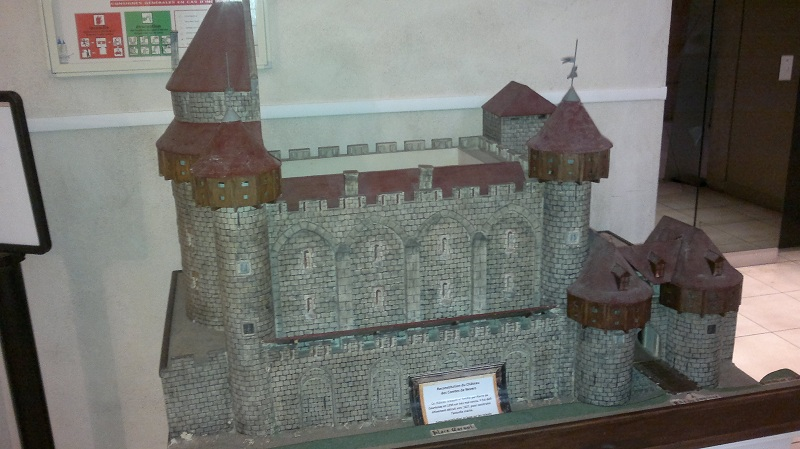
L'ancien château des comtes de Nevers